# Delphacodes schinias
Delphacodes schinias är en insektsart som beskrevs av Asche och Adolf Remane 1983. Delphacodes schinias ingår i släktet Delphacodes och familjen sporrstritar. Arten är observerad i Frankrike och Grekland. Inga underarter finns listade i Catalogue of Life.